# Bazyli Aleksander Ustrzycki
Bazyli Aleksander Ustrzycki herbu Przestrzał (zm. w 1769 roku) – chorąży przemyski w latach 1765–1769, stolnik przemyski w latach 1752–1765, skarbnik przemyski w latach 1730–1752, sędzia kapturowy ziemi przemyskiej w 1764 roku.
Był konsyliarzem konfederacji województwa ruskiego, zawiązanej 10 grudnia 1733 roku w obronie wolnej elekcji Stanisława Leszczyńskiego. Poseł ziemi przemyskiej na sejm 1748 roku.